# Бел (Немачка)
Бел (њем. Böel) општина је у њемачкој савезној држави Шлезвиг-Холштајн. Једно је од 134 општинска средишта округа Шлезвиг-Фленсбург. Према процјени из 2010. у општини је живјело 754 становника. Посједује регионалну шифру (AGS) 1059006.

## Географски и демографски подаци
Бел се налази у савезној држави Шлезвиг-Холштајн у округу Шлезвиг-Фленсбург. Општина се налази на надморској висини од 21 метра. Површина општине износи 13,7 km².

## Становништво
У самом мјесту је, према процјени из 2010. године, живјело 754 становника. Просјечна густина становништва износи 55 становника/km².